# Ambassade de France en Andorre
L'ambassade de France en Andorre est la représentation diplomatique de la République française auprès de la principauté d'Andorre. Elle est située à Andorre-la-Vieille, la capitale de la principauté, et son ambassadeur est, depuis 2025, Nicolas Eybalin.

## Ambassade
L'ambassade est située rue des Canaux (carrer les Canals), à Andorre-la-Vieille. Elle accueille aussi une  section consulaire.

## Relations diplomatiques
À partir de 1278, la souveraineté de l'Andorre est partagée entre le comte de Foix et l'évêque d'Urgell, en Catalogne, qui sont coprinces d'Andorre. Depuis 1589, le chef de l'État français exerce la co-souveraineté en succession des comtes de Foix. Durant des siècles, il n'existait dès lors pas de représentations diplomatiques entre la France et l'Andorre, à proprement parler. Seul un viguier, nommé par le gouvernement français, représentait le chef de l'État en Andorre.
L'adoption d'une constitution en 1993 ouvre finalement la voie à un traité tripartite entre la France, l'Espagne et l'Andorre, signé le 3 juin 1993, qui instaure des relations diplomatiques et un échange d'ambassadeurs.

## Ambassadeurs de France en Andorre
| De   | À    | Ambassadeur            |
| ---- | ---- | ---------------------- |
| 1993 | 1997 | Gérard Julienne        |
| 1997 | 1999 | Jean Mazeo             |
| 1999 | 2001 | Henri Leclercq         |
| 2001 | 2002 | Dominique Lassus       |
| 2002 | 2007 | Jean-Jacques Gaillarde |
| 2007 | 2010 | Gilles Chouraqui       |
| 2010 | 2012 | Jean-Pierre Berçot     |
| 2012 | 2014 | Zaïr Kédadouche        |
| 2014 | 2016 | Ginette de Matha       |
| 2016 | 2020 | Jocelyne Caballero     |
| 2020 | 2025 | Jean-Claude Tribolet   |
| 2025 | auj. | Nicolas Eybalin        |

## Consulat

### Communauté française
Au 31 décembre 2016, 3 114 Français sont inscrits sur les registres consulaires en Andorre.
| 2001  | 2002  | 2003  | 2004  |
| ----- | ----- | ----- | ----- |
| 2 717 | 3 159 | 3 783 | 3 900 |

| 2005  | 2006  | 2007  | 2008  |
| ----- | ----- | ----- | ----- |
| 3 991 | 4 207 | 4 091 | 3 885 |

| 2009  | 2010  | 2011  | 2012  |
| ----- | ----- | ----- | ----- |
| 3 766 | 3 454 | 3 288 | 3 309 |

| 2013  | 2014  | 2015  | 2016  |
| ----- | ----- | ----- | ----- |
| 3 226 | 3 170 | 3 141 | 3 114 |

| 2017  | 2018  | 2019  | 2020  |
| ----- | ----- | ----- | ----- |
| 2 888 | 2 702 | 2 434 | 1 941 |

| 2021  | - | - | - |
| ----- | - | - | - |
| 1 852 | - | - | - |

### Circonscriptions électorales
Depuis la loi du 22 juillet 2013 réformant la représentation des Français établis hors de France avec la mise en place de conseils consulaires au sein des missions diplomatiques, les ressortissants français d'Andorre élisent pour six ans trois conseillers consulaires. Ces derniers ont trois rôles : 
1. ils sont des élus de proximité pour les Français de l'étranger ;
2. ils appartiennent à l'une des quinze circonscriptions qui élisent en leur sein les membres de l'Assemblée des Français de l'étranger ;
3. ils intègrent le collège électoral qui élit les sénateurs représentant les Français établis hors de France.

Pour l'élection à l'Assemblée des Français de l'étranger, Andorre représentait jusqu'en 2014 une circonscription électorale et attribuait un siège à cette assemblée. Andorre appartient désormais à la circonscription électorale « Péninsule ibérique » dont le chef-lieu est Madrid et qui désigne six de ses 20 conseillers consulaires pour siéger parmi les 90 membres de l'Assemblée des Français de l'étranger.
Pour l'élection des députés des Français de l’étranger, Andorre dépend de la 5e circonscription.